# Молькинское муниципальное образование
Молькинское муниципальное образование — муниципальное образование со статусом сельского поселения в 
Усть-Удинском районе Иркутской области России. Административный центр — Молька.

## Демография
По результатам Всероссийской переписи населения 2010 года 
численность населения муниципального образования составила 1335 человек, в том числе 667 мужчин и 668 женщин.

## Населенные пункты
В состав муниципального образования входят населенные пункты
- Молька
- Лобагай
- Податовская
- Халюты
- Ясачная Хайрюзовка[2]